# Deparia hainanensis
Deparia hainanensis är en majbräkenväxtart som först beskrevs av Ren-Chang Ching, och fick sitt nu gällande namn av R. Sano. Deparia hainanensis ingår i släktet Deparia och familjen Athyriaceae. Inga underarter finns listade.